# DOPE
『DOPE』（ドープ）は、KKベストセラーズが発行していた、セクシーランジェリー姿の女性に焦点を絞った男性向け月刊ポルノ雑誌。1998年9月創刊。毎月月末発売。2011年8月号で休刊になった。
創刊号から第14号までは『ザ・ベストMAGAZINE』の増刊、第15号から第50号までは『ザ・ベストMAGAZINEオリジナル』の増刊となっていた。